# ناثانيل إس. روبنسون
ناثانيل إس. روبنسون (بالإنجليزية: Nathaniel S. Robinson)‏ هو سياسي أمريكي، ولد في 27 مارس 1827. حزبياً، نشط في الحزب الجمهوري. وقد انتخب عضو جمعية ولاية ويسكونسن.